# Bombus argillaceus
Bombus argillaceus es una especie de abejorros del subgénero Megabombus, que se distribuye desde el sur y el sudeste de Europa hasta el oeste de Asia.

## Descripción.
Es un abejorro grande; la reina tiene una longitud de 24 a 28 mm con una probóscide larga, una cabeza muy oblonga y alas negras.  Los machos y las obreras son considerablemente más pequeños que la reina. El tórax es amarillo con una banda ancha, mediana y negra. El abdomen de la reina es completamente negro, mientras que los machos y las obreras tienen la primera tergita (segmento abdominal) y el centro de la segunda amarilla, la parte media negra y la cola blanca, excepto la última tergita, que es negra.

## Ecología
En Turquía, vive en las montañas, generalmente a altitudes entre 900 y 1.870 m (2.950 y 6.140 pies) sobre el nivel del mar. Sin embargo, se ha encontrado a una altitud de hasta 2.855 m (9.367 pies).
Sus principales fuentes de alimento son las plantas con flores de la familia  Boraginaceae (familia de los nomeolvides), Asteraceae (familia de las asteráceas), Lamiaceae (familia de la menta) y Fabaceae (familia de los guisantes).

## Distribución
B. argillaceus se encuentra desde el Mediterráneo oriental hasta los Alpes en Francia, Italia, Suiza y Austria, pasando por Hungría hasta llegar a Cluj en Rumania. En el este, alcanza el este de Kazajistán, y en el sur y sudeste de los Balcanes, Grecia, Chipre, Turquía, el Cáucaso y el norte de Irán.